# ボリス・シリュルニク

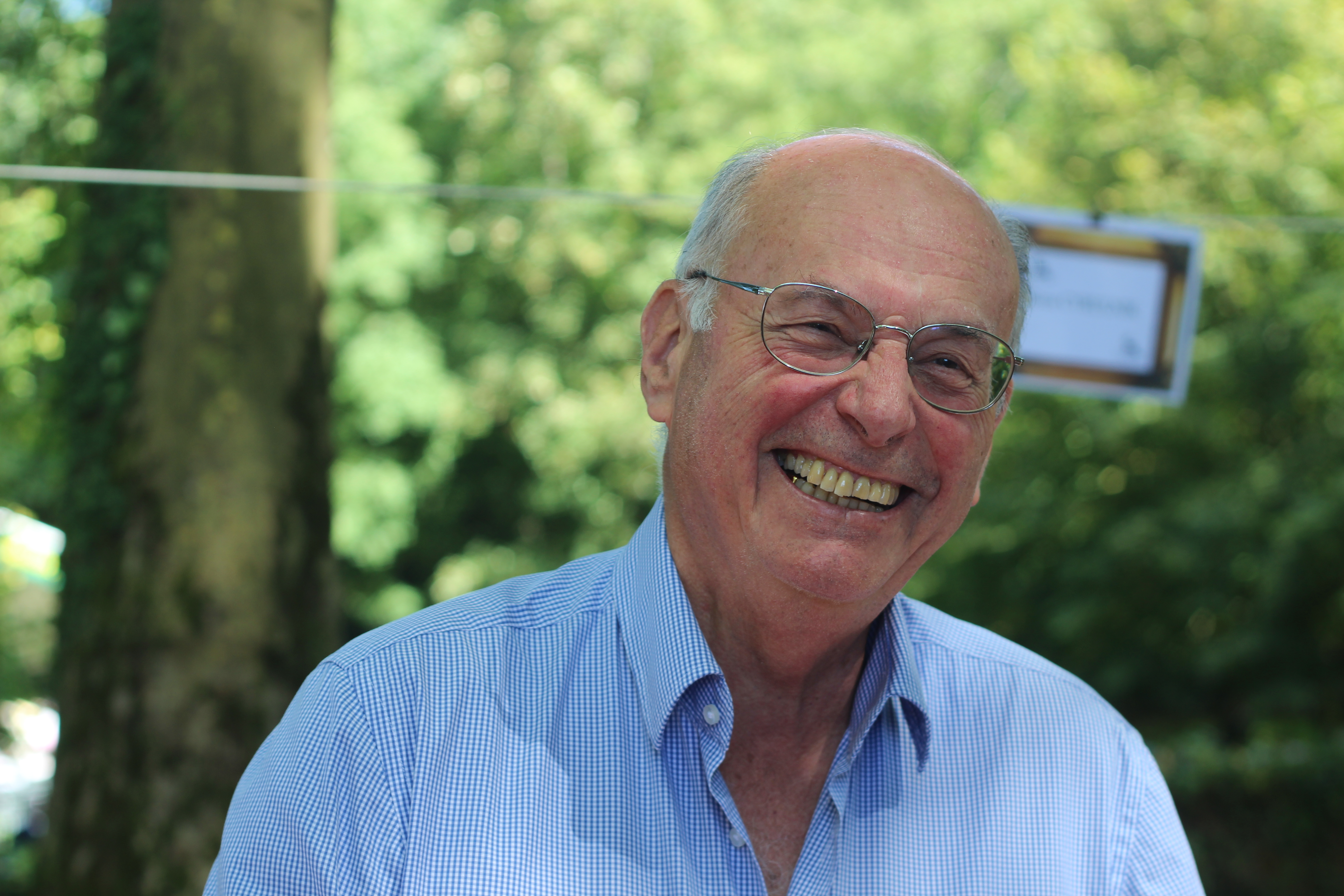
ボリス・シリュルニク（2014年）

ボリス・シリュルニク（仏: Boris Cyrulnik、1937年7月26日 - ）は、フランスの精神科医、精神分析学者、神経学者、動物行動学者、著作家。ボルドー出身のユダヤ系フランス人であり、ユダヤ人一斉検挙のサバイバー。児童精神医学ならびに外傷後ストレス障害の専門家として活躍する傍ら、フランス国内のみならずアフリカ諸国や東欧などで、恵まれない子供たちの支援活動にも取り組んできた。2015年10月に初来日し、立命館大学、東京国際フランス学園、日仏会館で講演を行なった。日仏会館では、ノンフィクション・ライターの最相葉月と対談した。

## 出生から現在までの歩み
1930年代にフランスに移民したユダヤ系の両親のもとに生まれる。父はウクライナ生まれで、抗ナチス・レジスタンス活動に関わっていた。
ヴィシー政権が1942年から実施したユダヤ人一斉検挙の際に逮捕された両親は、アウシュビッツ強制収容所に送られて命を絶った。ちなみに、フランスでは、7万6千人のユダヤ系フランス人（そのうち、子供は1万1400人）が犠牲になった。1942年7月、逮捕される危険を察知した母親は、その前日に5歳のボリス・シリュルニクを孤児院に預ける。その後、孤児院や匿ってくれた人々の家を転々するが、1944年1月、6歳のとき、ボルドーで実施されたユダヤ人一斉検挙の際にフランスの警察に連行される。しかし、一時的に収容されたボルドーのシナゴーグから脱出し、強制収容所送りを免れる。終戦までは、ユダヤ系であることを隠すために偽名を使い、ボルドーから70キロメートルほど内陸にあるポンドラという小さな村の農場で、住み込みで働く。戦後、孤児院を転々とした末、パリで暮らす母親の妹ドラに引き取られ、高校の途中まで一緒に暮らす。11歳のとき、戦中の強烈な体験から「人間の心を理解したい」と思い立ち、精神科医になると決意し、苦学の末、パリ大学医学部に進学する。フランスでは、心理学で用いるレジリエンス（へこたれない精神）という概念を一般に紹介したことでも有名である。
1980年代まで、戦時中の自身の経験を公に語ることはなかった。警察からの脱出劇を語っても周囲には信じてもらえず、生い立ちを封じ込めるようになったと、後年インタビューで語っている。1980年代に入りモーリス・パポンの裁判が行われるようになると、徐々に自身の経験を語るようになった。パポン裁判に関してシリュルニクは、「裁判には居心地の悪さもありました。裁判は罪を犯した人間を裁くものです。あの時代、罪を犯したのは（国の）システムでした。（ヴィシー政権下で）地方の役人だったパポン氏は、体制に寄り添って生きてきた。ナチスに協力する病んだフランスのシステムに絡め取られていたのです」と語っている。
2007年、サルコジ大統領の要請によって発足された、ジャック・アタリを委員長とする通称「アタリ政策委員会」のメンバーに選出され、政策提言に関与する。2014年、フランス政府からレジオンドヌール勲章のオフィシエを受勲する。2015年1月に起きたシャルリー・エブド襲撃事件および11月にパリで発生したテロ事件後、フランスのテレビTV7に出演し、この実行犯の心理や社会的背景を説明し、フランス国内で大きな反響を呼ぶ。現在、執筆の傍ら、世界中を巡り、人道支援、講演、啓発活動などを行っている。

## おもな著書
- Mémoire de singe et paroles d'homme, éd. Hachette, 1983.
- Sous le signe du lien, éd. Hachette, 1989.
- La Naissance du sens, éd. Hachette, 1991.
- Les Nourritures affectives, éd. Odile Jacob, 1993.
- De la parole comme d'une molécule, avec Émile Noël, éd. Seuil, 1995.
- L'Ensorcellement du monde, éd. Odile Jacob, 1997.
- La Naissance du sens Hachette Littérature,1998 traduction anglaise The Dawn of Meaning ISBN 978-2012788916
- Un merveilleux malheur, éd.Odile Jacob, 1999;réédition 2002
- Dialogue sur la nature humaine, avec Edgar Morin, Éditions de l'Aube, 2000
- Les Vilains Petits Canards, éd. Odile Jacob, 2001 ISBN 2-7381-0944-6
- L'Homme, la Science et la Société, Éditions de l'Aube, 2003.
- Le Murmure des fantômes, éd. Odile Jacob, 2003; éd. Odile Jacob poches, 2005 ISBN 2-7381-1674-4
- The Whispering of Ghosts:Trauma and Resilience ,2005
- Parler d'amour au bord du gouffre, éd.Odile Jacob, 2004 traduction anglaise Talking of Love on the Edge of a Precipice ,2007
- La Petite Sirène de Copenhague, Éditions de l'Aube, 2005.
- De chair et d'âme, éd. Odile Jacob, 2006.
- Autobiographie d'un épouvantail, éd. Odile Jacob, 2008, prix Renaudot de l'essai, 2008 ISBN 978-2-7381-2398-5
- Je me souviens…, éd. L'Esprit du temps, coll. « Textes essentiels », 2009 (éd. Odile Jacob poches, 2010) ISBN 978-2-7381-2471-5.
- Mourir de dire:La honte, éd.Odile Jacob, 2010, ISBN 978-2-7381-2505-7.
- Quand un enfant se donne « la mort », éd.Odile Jacob, 2011, ISBN 978-2-7381-2688-7.
- Sauve-toi, la vie t'appelle, éd. Odile Jacob, 2012, ISBN 978-2-7381-2862-1.
- Les âmes blessées, éd.Odile Jacob, 2014, ISBN 978-2-7381-3146-1.

## 日本語訳
- 『壊れない子どもの心の育て方』 柴田都志子訳、ベストセラーズ、2002年10月、Les vilains petits canards ISBN 978-4-5841-8698-5
- 『妖精のささやき:子どもの心と「打たれ強さ」』塚原史, 後藤美和子訳、彩流社、200年8月、Le murmure des fantômes  ISBN 978-4-7791-1260-7
- 『憎むのでもなく、許すのでもなく〜ユダヤ人一斉検挙の夜』林昌宏 訳、吉田書店、2014年3月、Sauve toi, la vie t’appelle ISBN 978-4-905497-19-6
- 『心のレジリエンス〜物語としての告白 』林昌宏訳、吉田書店、2014年12月、Je me souviens…… ISBN 978-4-905497-26-4